# Koncert Zosi
Koncert Zosi (ros. Машенькин концерт, Maszeńkin koncert) – radziecki film animowany z 1949 roku w reżyserii Mstisława Paszczenki. 

## Animatorzy
Nadieżda Priwałowa, Piotr Riepkin, Boris Stiepancew, Lidija Riezcowa, Grigorij Kozłow, Rienata Mirienkowa, Jelizawieta Komowa, Lew Pozdniejew, Dmitrij Biełow

## Fabuła
Z okazji swoich urodzin mała Zosia dostaje wiele wspaniałych prezentów. Wśród nich jest Murzynek Tom – lalka o smutnym wyrazie twarzy. Dziewczynka pragnie rozweselić Toma i zorganizować dla niego koncert, ale jej matka nie zgadza się ze względu na zbyt późną porę. W nocy małej Zosi śni się wspaniały koncert, a jej matka przemalowuje smutną minę Murzynka na radosny uśmiech.

## Wersja polska
Seria: Bajki rosyjskie (odc. 1)
Opracowanie: Telewizyjne Studia Dźwięku – Warszawa

Reżyseria: Stanisław Pieniak

Dialogi: Stanisława Dziedziczak

Teksty piosenek i wierszy: Andrzej Brzeski

Opracowanie muzyczne:
- Janusz Tylman,
- Eugeniusz Majchrzak

Dźwięk:
- Robert Mościcki,
- Marcin Kijo,
- Jerzy Rogowiec

Montaż:
- Elżbieta Joël,
- Dorota Sztandera

Kierownictwo produkcji: Ala Siejko

Wystąpili:
- Monika Wierzbicka – Zosia
- Beata Jankowska-Tzimas – matka Zosi
- Włodzimierz Press – narrator

Lektor: Krzysztof Strużycki